# بلو کافه
بلو کافه (به انگلیسی: Blue Café) گروه موسیقی لهستانی است.
آنها در مسابقه آواز یوروویژن ۲۰۰۴ نماینده لهستان بودند .